# Eric Cross
 (mars 2024).
Si vous disposez d'ouvrages ou d'articles de référence ou si vous connaissez des sites web de qualité traitant du thème abordé ici, merci de compléter l'article en donnant les références utiles à sa vérifiabilité et en les liant à la section « Notes et références ».
Eric Cross est un directeur de la photographie britannique né le 31 mai 1902 à Londres et mort le 1er mars 2004.

## Filmographie sélective
- 1933 : Le Cercle de la mort (Money for Speed) de Bernard Vorhaus
- 1936 : Song of Freedom de J. Elder Wills
- 1936 : The Bank Messenger Mystery de Lawrence Huntington
- 1952 : Rapt de Charles Crichton
- 1956 : Trois hommes dans un bateau (Three Men in a Boat) de Ken Annakin
- 1957 : L'Évadé du camp 1 de Roy Ward Baker
- 1959 : Les Yeux du témoin (Tiger Bay) de J. Lee Thompson